# Пуук
Пуук (puuk / puuc) — архитектурный стиль, характерный для классической эпохи майя VII—X веков (987—1194) периода Майяпанской лиги. Назван по именованию холмогорья Пуук на юго-западе Юкатана, где сосредоточены самые яркие памятники. Архитектура характеризуется множеством иконографических деталей, за что этот стиль ещё называют «индейским барокко».

## Общие сведения

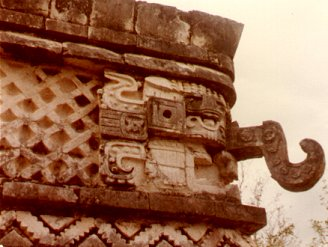
Маска Чака — украшение на стене здания, Ушмаль.

Отличительная особенность стиля — многообразие украшений фасада. Среди украшений постоянно повторяется маска бога дождя Чака, особенно прославляемого в этих безводных местах. Моделью для всех витых элементов декора служит змея (по другой версии — тапир). Главный памятник эпохи — архитектурный ансамбль древнего города майя Ушмаля в Мексике. Его здания обнаруживают ряд черт, общих не столько с архитектурой майя, сколько с зодчеством древней Мексики. Дворец правителя украшен скульптурными композициями и мозаикой из 20 тысяч пластин. Достопримечательностью древнего города также является храм, расположенный на вершине одной из пирамид, в который ведёт дверной проём в форме головы огромного чудовища. Также этот стиль можно видеть в постройках городов Лабна, Шлапак (Шлаб-пак), Кабах. На Юкатане имеется несколько локальных вариантов в стиле Пуук, получивших названия от местностей своего распространения: Лос-Ченес, Рио-Бек, Чичен-Ица.
Здания данного стиля строились из каменных блоков и бетонных плит, облицовывались квадратными каменными плитами. Верхнюю часть фасада украшали лепными изображениями животных и божеств, геометрическими фигурами и каменными мозаиками. Орнаментальный каменный фриз фасадов дворцов, храмов, ритуальных зданий являл удивительный контраст с гладкими стенами.
Скульптурное искусство Пуука имело абстрактное содержание и геометрическую форму выражения, неся в себе религиозный посыл, где человек уступал божеству. Традиционным в скульптурном искусстве Пуук было создание стел. Ваятели городов покрывали резьбой колонны, опорные столбы, косяки и притолоки на тему восхваления правителей. На памятниках позднего классического периода (середина VIII — конец IX века) изображались знатные, богато одетые персонажи. Из-за плохой сохранности сложно представить целостную картину.

## Распространение
| Города майя, отмеченные стилем пуук: - Ушмаль - Сайиль - Кабах - Лабна - Ошкинток - Чакмультун | Другие примечательные территории: - Чак II - Чунхухуб - Кьюик - Шкипче - Шлабпак - Шкалумкин - Шбалче |